# Тришатный, Александр Львович
Александр Львович Тришатный (2 октября [13 октября] 1785 год — 6 мая [18 мая] 1852 год) — русский военачальник, генерал-лейтенант, командир Отдельного корпуса внутренней стражи (1843—1847).

## Биография
Родился 2 октября 1785 года, происходил из дворян Черниговской губернии.
В службу вступил в 1800 году унтер-офицером в Кексгольмский лейб-гвардии полк. В 1805 году произведён в подпоручики и переведён в Перновский 3-й гренадерский полк. С 1805 года в составе полка участвовал в войнах — третьей коалиции, с 1807 года — четвёртой коалиции, с 1808 года — пятой коалиции.
29 мая 1807 года в Сражение при Гейльсберге был ранен пулей в правую ногу, за боевые отличия в этом сражении был награждён орденом Святой Анны 4-й степени. С 1808 по 1809 годы участник Русско-шведской войны.
С 1812 года участник Отечественной войны, был трижды ранен: 13 июля 1812 года в бою под Островно получил касательное пулевое ранение в левый висок и был награждён орденом Святого Владимира 4-й степени с бантом, 26 августа 1812 года был контужен в битве при Бородино и награждён орденом Святой Анны 2-й степени, 9 мая 1813 года был ранен ядром в левую ногу в сражении при Бауцине и за отличия был награждён прусским орденом «Pour le Mérite». Участвовал в сражении под Вязьмой, за это сражение 11 июля 1813 года был пожалован орденом Святого Георгия 4-й степени. С 1813 года участник заграничных походов Русской армии, в 1814 году участвовал во взятии Парижа. 22 января 1814 года был награждён Золотой шпагой «За храбрость».
В 1816 году произведён в полковники с назначением командиром Невского 1-го пехотного полка. С 1825 года командир 2-й бригады 4-й пехотной дивизии. В 1827 году произведён в генерал-майоры. С 1828 года участник Русско-турецкой войны и осады Силистрии.
С 1832 года назначен окружным генералом II округа внутренней стражи. В 1834 году назначен командиром 16-й пехотной дивизией, в 1835 году был произведен в генерал-лейтенанты. С 1837 года высочайшим приказом назначен и. о. инспектора, С 1839 года — инспектором резервной пехоты. В 1843 году был назначен командующим Отдельного корпуса внутренней стражи с оставлением в должности инспектора резервной пехоты.
В 1847 году обследовав в качестве инспектора резервной пехоты подведомственную ему резервную дивизию Кавказского корпуса и обнаружив крупные недостатки и злоупотребления со стороны должностных лиц дивизии, А. Л. Тришатный не принял мер к исправлению положения, скрыл все это от военного министра А. И. Чернышёва, за что был предан военному суду, по приговору которого, объявленному 31 августа 1847 года разжалован из генерал-лейтенанта в рядовые, лишён орденов и знаков отличия, дворянского достоинства. Однако при конфирмации приговора император Николай I проявил по отношению к А. Л. Тришатному милосердие и «в уважение прежней отличной службы возвратить дворянство с дозволением жить в семействе где пожелает и с определением ему инвалидного содержания за полученные раны по прежнему его чину».

## Награды
Российской империи:
- Святой Анны 4-й степени (27 октября 1807) [2],[3]
- Орден Святого Владимира 4-й степени с бантом (4 октября 1812)[4]
- Святой Анны 2-й степени (19 декабря 1812)[5]
- Орден Святого Георгия 4-й степени (№ 2606 от 11 июля 1813)[2],[6]
- Золотая шпага с надписью «За храбрость» (22 января 1814)[2],[7]
- Орден Святого Владимира 3-й степени (7 июня 1827)[2],[8]
- Святой Анны 1-й степени (6 декабря 1834)[2],[9]
- Орден Белого орла (30 августа 1839)[2],[10]
- Орден Святого Александра Невского (10 октября 1843)[2],[11]
- Знак отличия за XXXV лет беспорочной службы (1843)[2]
- Серебряная медаль «В память Отечественной войны 1812 года» (1813)
- Бронзовая медаль «В память Отечественной войны 1812 года» (1814)
- Медаль «За взятие Парижа» (1814)
- Медаль «За турецкую войну» (1830)

Иностранных гоусударств:
- Орден «Pour le Mérite» (13-18 октября 1814, королевство Пруссия)[2],[12],[13]

31 августа 1847 года лишён орденов и знаков отличия.